# Lispocephala trochanterata
Lispocephala trochanterata este o specie de muște din genul Lispocephala, familia Muscidae, descrisă de Malloch în anul 1935. Conform Catalogue of Life specia Lispocephala trochanterata nu are subspecii cunoscute.